# Radio K.A.O.S.
Radio K.A.O.S. er et konceptalbum/en rockopera fra 1987 af den tidligere bassist og sangskriver fra Pink Floyd, Roger Waters. Dette er hans andet soloalbum.